# UEFA Champions League 2016-2017 (qualificazioni)
Le qualificazioni alla UEFA Champions League 2016-2017 sono iniziate il 28 giugno 2016 e sono terminate il 3 agosto 2016. Hanno partecipato a questa prima fase della competizione 51 club: 15 di essi si sono qualificati alla successiva fase a gironu, composto da 32 squadre.

## Date
| Turno         | Sorteggio                            | Andata            | Ritorno           |
| ------------- | ------------------------------------ | ----------------- | ----------------- |
| Primo turno   | 20 giugno 2016, ore 12:00 CET (Nyon) | 28 giugno 2016    | 5-6 luglio 2016   |
| Secondo turno | 20 giugno 2016, ore 12:00 CET (Nyon) | 12-13 luglio 2016 | 19-20 luglio 2016 |
| Terzo turno   | 15 luglio 2016, ore 12:00 CET (Nyon) | 26-27 luglio 2016 | 2-3 agosto 2016   |
| Spareggi      | 5 agosto 2016, ore 12:00 CEST (Nyon) | 16-17 agosto 2016 | 23-24 agosto 2016 |

## Squadre
| Legenda                                                                                    | Legenda                          |
| ------------------------------------------------------------------------------------------ | -------------------------------- |
| I club vincitori del terzo turno avanzano al turno di spareggi                             |                                  |
| I club eliminati nel terzo turno partecipano al turno di spareggi della UEFA Europa League |                                  |
| I club sconfitti nel primo turno e                                                         | nel secondo turno sono eliminati |
| I club vincitori degli spareggi avanzano alla fase a gironi                                |                                  |
| I club eliminati negli spareggi partecipano alla fase a gironi della UEFA Europa League    |                                  |

| Squadre             | Coeff    |
| Piazzati            | Piazzati |
| ------------------- | -------- |
| Manchester City     | 99.256   |
| Porto               | 92.616   |
| Villarreal          | 60.142   |
| Borussia M'gladbach | 42.035   |
| Roma                | 41.587   |

| Squadre         | Coeff    |
| Campioni        | Campioni |
| --------------- | -------- |
| Olympiacos      | 70.940   |
| Viktoria Plzeň  | 44.585   |
| Astra Giurgiu   | 11.076   |
| Piazzati        |          |
| Šachtar         | 81.976   |
| Ajax            | 58.112   |
| Anderlecht      | 54.000   |
| Fenerbahçe      | 40.920   |
| Sparta Praga    | 40.585   |
| PAOK            | 37.440   |
| Steaua Bucarest | 36.576   |
| Monaco          | 36.549   |
| Young Boys      | 24.755   |
| Rostov          | 11.716   |

| Squadre          | Coeff    |
| Campioni         | Campioni |
| ---------------- | -------- |
| Salisburgo       | 42.520   |
| Celtic           | 40.460   |
| APOEL            | 35.935   |
| BATĖ Borisov     | 34.000   |
| Legia Varsavia   | 28.000   |
| Dinamo Zagabria  | 25.775   |
| Ludogorec        | 25.625   |
| Copenaghen       | 24.720   |
| Qarabağ          | 13.475   |
| Rosenborg        | 12.850   |
| Astana           | 12.575   |
| Sheriff Tiraspol | 10.575   |
| Stella Rossa     | 7.175    |
| Dinamo Tbilisi   | 5.875    |
| FH Hafnarfjörður | 5.750    |

| Squadre            | Coeff    |
| Campioni           | Campioni |
| ------------------ | -------- |
| AS Trenčín         | 5.400    |
| F91 Dudelange      | 5.050    |
| Žalgiris           | 4.925    |
| Hapoel Be'er Sheva | 4.725    |
| Olimpia Lubiana    | 4.625    |
| Vardar             | 4.200    |
| IFK Norrköping     | 3.975    |
| Ferencváros        | 3.475    |
| Crusaders          | 3.400    |
| Zrinjski Mostar    | 3.175    |
| Dundalk            | 2.590    |
| Mladost Podgorica  | 2.475    |
| SJK                | 1.730    |
| Partizani Tirana   | 1.575    |
| Liepāja            | 1.075    |

| Squadre          | Coeff    |
| Campioni         | Campioni |
| ---------------- | -------- |
| The New Saints   | 5.200    |
| Valletta         | 4.466    |
| Flora Tallinn    | 3.350    |
| FC Santa Coloma  | 2.699    |
| B36 Tórshavn     | 1.975    |
| Lincoln Red Imps | 1.700    |
| Alaškert         | 1.325    |
| Tre Penne        | 1.316    |

## Primo turno

### Sorteggio
Partecipano al primo turno 8 squadre. Il sorteggio è stato effettuato il 20 giugno 2016, insieme a quello per il secondo turno.
| Teste di serie                                        | Non teste di serie                               |
| ----------------------------------------------------- | ------------------------------------------------ |
| The New Saints Valletta Flora Tallinn FC Santa Coloma | B36 Tórshavn Lincoln Red Imps Alaškert Tre Penne |

### Risultati

#### Andata
| Arbitro: | Rob Harvey |

|                         |           |                  |
| Alliku 35’ Sappinen 49’ | Marcatori | 57’ J. Chipolina |

| Arbitro: | Radu Petrescu |

|             |           |  |
| Falcone 69’ | Marcatori |  |

| Andorra la Vella 28 giugno 2016, ore 20:00 CET | FC Santa Coloma | 0 – 0 referto | Alaškert | Estadi Comunal d'Andorra la Vella (600 spett.)\| Arbitro: \| Alex Troleis \| |
| Arbitro:                                       | Alex Troleis    |               |          |                                                                              |

| Arbitro: | Trustin Farrugia Cann |

|                        |           |                |
| Quigley 13’ Mullan 40’ | Marcatori | 16’ Fraternali |

#### Ritorno
| Arbitro: | Alexandr Aliyev |

|                                                   |           |  |
| V. Minasyan 12’ Gyozalyan 84’ Artu. Edigaryan 88’ | Marcatori |  |

| Arbitro: | Roomer Tarajev |

|                                |           |             |
| Thorleifsson 10’ Agnarsson 66’ | Marcatori | 24’ Falcone |

| Arbitro: | Lorenc Jemini |

|  |           |                                       |
|  | Marcatori | 45’ Quigley 47’ A. Edwards 90’ Draper |

| Arbitro: | Alain Durieux |

|                                      |           |  |
| J. Chipolina 15’ (rig.) Calderón 79’ | Marcatori |  |

#### Tabella riassuntiva
| Squadra 1       | Totale      | Squadra 2        | Andata | Ritorno |
| --------------- | ----------- | ---------------- | ------ | ------- |
| Flora Tallinn   | 2 - 3       | Lincoln Red Imps | 2 - 1  | 0 - 2   |
| The New Saints  | 5 - 1       | Tre Penne        | 2 - 1  | 3 - 0   |
| Valletta        | 2 - 2 (gfc) | B36 Tórshavn     | 1 - 0  | 1 - 2   |
| FC Santa Coloma | 0 - 3       | Alaškert         | 0 - 0  | 0 - 3   |

## Secondo turno

### Sorteggio
| Gruppo 1                                                       | Gruppo 1                                                        | Gruppo 2                                                              | Gruppo 2                                                                       | Gruppo 3                                                               | Gruppo 3                                                       |
| Teste di serie                                                 | Non teste di serie                                              | Teste di serie                                                        | Non teste di serie                                                             | Teste di serie                                                         | Non teste di serie                                             |
| -------------------------------------------------------------- | --------------------------------------------------------------- | --------------------------------------------------------------------- | ------------------------------------------------------------------------------ | ---------------------------------------------------------------------- | -------------------------------------------------------------- |
| Salisburgo Dinamo Zagabria Qarabağ Sheriff Tiraspol AS Trenčín | F91 Dudelange Hapoel Be'er Sheva Olimpia Lubiana Vardar Liepāja | APOEL Legia Varsavia Ludogorec Astana Partizani Tirana Dinamo Tbilisi | Žalgiris The New Saints Ferencváros Zrinjski Mostar Alaškert Mladost Podgorica | Celtic BATĖ Borisov Copenaghen Rosenborg Stella Rossa FH Hafnarfjörður | Lincoln Red Imps IFK Norrköping Crusaders Valletta Dundalk SJK |

### Risultati

#### Andata
| Arbitro: | Carlos Clos Gómez |

|             |           |             |
| Katanec 57’ | Marcatori | 49’ Nikolić |

| Arbitro: | Sebastian Colţescu |

|                                      |           |  |
| Kiteishvili 55’ Kvilitaia 69’ (rig.) | Marcatori |  |

| Arbitro: | Orel Grinfeld |

|                                 |           |  |
| Richard Almeida 10’ (rig.), 27’ | Marcatori |  |

| Arbitro: | Carlos Del Cerro |

|                                          |           |                          |
| Ogu 43’ Barda 52’ (rig.) Radi 90’ (rig.) | Marcatori | 22’ Ivančić 64’ Brezovec |

| Arbitro: | Andris Treimanis |

|                         |           |  |
| Kendyš 32’ Radyënaŭ 68’ | Marcatori |  |

| Arbitro: | Andreas Ekberg |

|                 |           |  |
| L. Casciaro 48’ | Marcatori |  |

| Oswestry 12 luglio 2016, ore 20:00 CET | The New Saints | 0 – 0 referto | APOEL | Park Hall (1 056 spett.)\| Arbitro: \| Hugo Miguel \| |
| Arbitro:                               | Hugo Miguel    |               |       |                                                       |

| Arbitro: | Alexander Harkam |

|             |           |                       |
| Falcone 15’ | Marcatori | 66’ Katai 75’ Sikimić |

| Arbitro: | Enea Jorgji |

|                      |           |  |
| Jonathan Soriano 83’ | Marcatori |  |

| Arbitro: | Robert Madley |

|                   |           |                               |
| Hambarjowmyan 54’ | Marcatori | 21’ (aut.) Mijušković 30’ Rog |

| Arbitro: | Davide Massa |

|                                          |           |               |
| Eyjólfsson 48’ Helland 62’ de Lanlay 65’ | Marcatori | 70’ Andersson |

| Vilnius 13 luglio 2016, ore 19:15 CET | Žalgiris       | 0 – 0 referto | Astana | LFF Stadionas (4 100 spett.)\| Arbitro: \| Vlado Glođović \| |
| Arbitro:                              | Vlado Glođović |               |        |                                                              |

| Arbitro: | Sergei Lapochkin |

|                            |           |  |
| Moți 13’ (rig.) Lukoki 26’ | Marcatori |  |

| Arbitro: | Stephan Klossner |

|  |           |                                     |
|  | Marcatori | 6’ Santander 40’ Cornelius 53’ Falk |

| Arbitro: | Benoît Millot |

|          |           |          |
| Fili 47’ | Marcatori | 71’ Böde |

| Arbitro: | Ali Palabıyık |

|                                  |           |                                           |
| Velikonja 34’ Zajc 43’ Eleke 89’ | Marcatori | 4’ Lawrence 6’ Kalu 20’ Janga 32’ Holúbek |

| Arbitro: | Nikola Popov |

|              |           |            |
| McMillan 66’ | Marcatori | 77’ Lennon |

#### Ritorno
| Arbitro: | Mohammed Al-Hakim |

|               |           |              |
| Gyozalyan 51’ | Marcatori | 21’ Jighauri |

| Arbitro: | Jonathan Lardot |

|  |           |                          |
|  | Marcatori | 35’ Berisha 65’ Bernardo |

| Tiraspol 19 luglio 2016, ore 19:00 CET | Sheriff Tiraspol | 0 – 0 referto | Hapoel Be'er Sheva | Sheriff Stadium (8 184 spett.)\| Arbitro: \| Daniel Stefański \| |
| Arbitro:                               | Daniel Stefański |               |                    |                                                                  |

| Arbitro: | Nikola Dabanović |

|                                                      |           |  |
| Alexandrou 54’ Sōtīriou 73’ De Vincenti 90+5’ (rig.) | Marcatori |  |

| Arbitro: | Bastian Dankert |

|                        |           |                        |
| Ngueukam 44’ Riski 61’ | Marcatori | 15’ Karnickyj 29’ Ríos |

| Arbitro: | Ante Vučemilović |

|                                                                           |           |  |
| Pavlović 15’ Mitchell 45+1’ (aut.) Cornelius 48’, 76’ Falk 58’ Greguš 68’ | Marcatori |  |

| Arbitro: | Tore Hansen |

|                      |           |             |
| Donald 30’ Katai 76’ | Marcatori | 11’ Caruana |

| Arbitro: | Nicolas Rainville |

|                         |           |  |
| Nikolić 28’ (rig.), 62’ | Marcatori |  |

| Arbitro: | Pol van Boekel |

|  |           |                               |
|  | Marcatori | 39’, 64’ Lukoki 48’ Wanderson |

| Arbitro: | Sandro Schärer |

|                   |           |              |
| Aničić 31’, 90+2’ | Marcatori | 57’ Elivelto |

| Arbitro: | Kevin Clancy |

|             |           |                |
| N'Diaye 71’ | Marcatori | 90+4’ Reynaldo |

| Arbitro: | Craig Pawson |

|                              |           |                                  |
| Andersson 57’, 77’ Nyman 59’ | Marcatori | 36’ (rig.) Gytkjær 55’ De Lanlay |

| Arbitro: | Kristo Tohver |

|                          |                      |                          |
| Gera 14’ (rig.)          | Marcatori            | 40’ (aut.) Hüsing        |
| Gera Šesták Nagy Ramírez | Tiri di rigore 1 – 3 | Hoxha Vila Trashi Ekuban |

| Arbitro: | João Capela |

|                    |           |                                 |
| Janga 13’ Bero 20’ | Marcatori | 42’ Kelhar 45’ Eleke 79’ Klinar |

| Arbitro: | Bartosz Frankowski |

|                                      |           |  |
| Lustig 23’ Griffiths 25’ Roberts 29’ | Marcatori |  |

| Arbitro: | Sergei Ivanov |

|                                         |           |                   |
| Pjaca 55’ (rig.) 70’ (rig.) Machado 79’ | Marcatori | 38’, 63’ Velkoski |

| Arbitro: | Paolo Valeri |

|                            |           |                   |
| Hewson 19’ Finnbogason 80’ | Marcatori | 52’, 62’ McMillan |

#### Tabella riassuntiva
| Squadra 1          | Totale          | Squadra 2         | Andata | Ritorno     |
| ------------------ | --------------- | ----------------- | ------ | ----------- |
| Qarabağ            | 3 - 1           | F91 Dudelange     | 2 - 0  | 1 - 1       |
| Hapoel Be'er Sheva | 3 - 2           | Sheriff Tiraspol  | 3 - 2  | 0 - 0       |
| Olimpia Lubiana    | 6 - 6 (gfc)     | AS Trenčín        | 3 - 4  | 3 - 2       |
| Salisburgo         | 3 - 0           | Liepāja           | 1 - 0  | 2 - 0       |
| Vardar             | 3 - 5           | Dinamo Zagabria   | 1 - 2  | 2 - 3       |
| The New Saints     | 0 - 3           | APOEL             | 0 - 0  | 0 - 3       |
| Zrinjski Mostar    | 1 - 3           | Legia Varsavia    | 1 - 1  | 0 - 2       |
| Ludogorec          | 5 - 0           | Mladost Podgorica | 2 - 0  | 3 - 0       |
| Dinamo Tbilisi     | 3 - 1           | Alaškert          | 2 - 0  | 1 - 1       |
| Žalgiris           | 1 - 2           | Astana            | 0 - 0  | 1 - 2       |
| Partizani Tirana   | 2 - 2 (3-1 dcr) | Ferencváros       | 1 - 1  | 1 - 1 (dts) |
| BATĖ Borisov       | 4 - 2           | SJK               | 2 - 0  | 2 - 2       |
| Valletta           | 2 - 4           | Stella Rossa      | 1 - 2  | 1 - 2       |
| Rosenborg          | 5 - 4           | IFK Norrköping    | 3 - 1  | 2 - 3       |
| Dundalk            | 3 - 3 (gfc)     | FH Hafnarfjörður  | 1 - 1  | 2 - 2       |
| Lincoln Red Imps   | 1 - 3           | Celtic            | 1 - 0  | 0 - 3       |
| Crusaders          | 0 - 9           | Copenaghen        | 0 - 3  | 0 - 6       |

## Terzo turno

### Sorteggio
Partecipano al terzo turno 30 squadre. Il sorteggio è stato effettuato il 15 luglio 2016.
| Campioni                                               | Campioni                                                      | Campioni                                                    | Campioni                                                    | Piazzati                                        | Piazzati                                      |
| Gruppo 1                                               | Gruppo 1                                                      | Gruppo 2                                                    | Gruppo 2                                                    | Piazzati                                        | Piazzati                                      |
| Teste di serie                                         | Non teste di serie                                            | Teste di serie                                              | Non teste di serie                                          | Teste di serie                                  | Non teste di serie                            |
| ------------------------------------------------------ | ------------------------------------------------------------- | ----------------------------------------------------------- | ----------------------------------------------------------- | ----------------------------------------------- | --------------------------------------------- |
| Olympiacos Celtic APOEL Legia Varsavia Dinamo Zagabria | Rosenborg Astana Hapoel Be'er Sheva Dinamo Tbilisi AS Trenčín | Viktoria Plzeň Salisburgo BATĖ Borisov Ludogorec Copenaghen | Qarabağ Astra Giurgiu Stella Rossa Dundalk Partizani Tirana | Šachtar Ajax Anderlecht Fenerbahçe Sparta Praga | PAOK Steaua Bucarest Monaco Young Boys Rostov |

### Risultati

#### Andata
| Arbitro: | Yevhen Aranovsky |

|                 |           |  |
| Hardzjajčuk 70’ | Marcatori |  |

| Arbitro: | Martin Strömbergsson |

|                     |           |                     |
| Cafu 43’ Keșerü 76’ | Marcatori | 48’ Katai 66’ Kanga |

| Arbitro: | Daniel Siebert |

|           |           |             |
| Šural 35’ | Marcatori | 75’ Stanciu |

| Arbitro: | Michael Oliver |

|  |           |                    |
|  | Marcatori | 70’ (rig.) Soriano |

| Plzeň 26 luglio 2016, ore 20:15 CET | Viktoria Plzeň     | 0 – 0 referto | Qarabağ | Stadion města Plzně (10 269 spett.)\| Arbitro: \| Aleksandar Stavrev \| |
| Arbitro:                            | Aleksandar Stavrev |               |         |                                                                         |

| Arbitro: | Luca Banti |

|                                |           |                        |
| Ezatolahi 16’ Poloz 60’ (rig.) | Marcatori | 3’ Hanni 52’ Tielemans |

| Arbitro: | Serdar Gözübüyük |

|                           |           |  |
| Bernard 27’ Selezn'ov 75’ | Marcatori |  |

| Arbitro: | Javier Estrada Fernández |

|             |           |            |
| Dolberg 58’ | Marcatori | 27’ Campos |

| Arbitro: | Bobby Madden |

|                       |           |  |
| Soudani 39’ Ćorić 42’ | Marcatori |  |

| Arbitro: | Paolo Mazzoleni |

|                |           |               |
| Logvïnenko 19’ | Marcatori | 78’ Griffiths |

| Arbitro: | Slavko Vinčić |

|                             |           |            |
| Gytkjæer 23’ Skjelvik 45+1’ | Marcatori | 67’ Efraim |

| Arbitro: | István Vad |

|                    |           |             |
| Filipe Teixeira 7’ | Marcatori | 64’ Delaney |

| Arbitro: | Aljaksej Kul'bakoŭ |

|  |           |             |
|  | Marcatori | 69’ Nikolić |

| Arbitro: | Jesús Gil Manzano |

|                  |           |            |
| Emenike 39’, 61’ | Marcatori | 42’ Falcao |

| Il Pireo 27 luglio 2016, ore 20:45 CET | Olympiacos      | 0 – 0 referto | Hapoel Be'er Sheva | Stadio Geōrgios Karaiskakīs (20 531 spett.)\| Arbitro: \| Manuel de Sousa \| |
| Arbitro:                               | Manuel de Sousa |               |                    |                                                                              |

#### Ritorno
| Arbitro: | Hüseyin Göçek |

|            |           |              |
| Muarem 28’ | Marcatori | 85’ Krmenčík |

| Arbitro: | Paweł Raczkowski |

|                                                 |           |  |
| Gianniōtas 90+1’ Vander 90+6’ De Vincenti 90+9’ | Marcatori |  |

| Arbitro: | Miroslav Zelinka |

|  |           |        |
|  | Marcatori | 8’ Rog |

| Arbitro: | Luca Banti |

|                              |           |                                  |
| Donald 17’ Ibáñez 62’ (rig.) | Marcatori | 24’ Cafú 40’, 92’, 97’ Wanderson |

| Arbitro: | Jakob Kehlet |

|                              |           |  |
| McMillan 44’, 59’ Benson 90’ | Marcatori |  |

| Arbitro: | Danny Makkelie |

|                  |           |  |
| Stanciu 31’, 62’ | Marcatori |  |

| Arbitro: | Liran Liany |

|                                    |           |  |
| Cornelius 14’, 45+2’ Santander 34’ | Marcatori |  |

| Arbitro: | Benoît Bastien |

|            |           |  |
| Tzedek 79’ | Marcatori |  |

| Arbitro: | Ruddy Buquet |

|                                      |                      |                            |
| Kubo 54’, 60’                        | Marcatori            |                            |
| Hoarau Kubo Hadergjonaj Rochat Gajić | Tiri di rigore 4 – 2 | Srna Fred Rakyc'kyj Marlos |

| Arbitro: | Ivan Kružliak |

|                           |           |  |
| Soriano 76’ Wanderson 81’ | Marcatori |  |

| Arbitro: | Anthony Taylor |

|                 |           |                            |
| Athanasiadīs 4’ | Marcatori | 45+1’ (rig.), 88’ Klaassen |

| Arbitro: | Artur Soares Dias |

|                                   |           |             |
| Germain 3’, 65’ Falcao 18’ (rig.) | Marcatori | 53’ Emenike |

| Varsavia 3 agosto 2016, ore 20:45 CET | Legia Varsavia       | 0 – 0 referto | AS Trenčín | Pepsi Arena (21 850 spett.)\| Arbitro: \| Vladislav Bezborodov \| |
| Arbitro:                              | Vladislav Bezborodov |               |            |                                                                   |

| Arbitro: | István Kovács |

|                                             |           |             |
| Griffiths 45+3’ (rig.) Dembélé 90+1’ (rig.) | Marcatori | 62’ Ibraimi |

| Arbitro: | Matej Jug |

|  |           |                      |
|  | Marcatori | 28’ Noboa 47’ Azmoun |

#### Tabella riassuntiva
| Rosenborg        | 2 - 4           | APOEL              | 2 - 1 | 0 - 3       |
| Dinamo Zagabria  | 3 - 0           | Dinamo Tbilisi     | 2 - 0 | 1 - 0       |
| Olympiacos       | 0 - 1           | Hapoel Be'er Sheva | 0 - 0 | 0 - 1       |
| Astana           | 2 - 3           | Celtic             | 1 - 1 | 1 - 2       |
| AS Trenčín       | 0 - 1           | Legia Varsavia     | 0 - 1 | 0 - 0       |
| Viktoria Plzeň   | 1 - 1 (gfc)     | Qarabağ            | 0 - 0 | 1 - 1       |
| Astra Giurgiu    | 1 - 4           | Copenaghen         | 1 - 1 | 0 - 3       |
| BATĖ Borisov     | 1 - 3           | Dundalk            | 1 - 0 | 0 - 3       |
| Ludogorec        | 6 - 4           | Stella Rossa       | 2 - 2 | 4 - 2 (dts) |
| Partizani Tirana | 0 - 3           | Salisburgo         | 0 - 1 | 0 - 2       |
| Piazzate         |                 |                    |       |             |
| Ajax             | 3 - 2           | PAOK               | 1 - 1 | 2 - 1       |
| Sparta Praga     | 1 - 3           | Steaua Bucarest    | 1 - 1 | 0 - 2       |
| Šachtar          | 2 - 2 (2-4 dcr) | Young Boys         | 2 - 0 | 0 - 2 (dts) |
| Rostov           | 4 - 2           | Anderlecht         | 2 - 2 | 2 - 0       |
| Fenerbahçe       | 3 - 4           | Monaco             | 2 - 1 | 1 - 3       |

## Spareggi

### Sorteggio
| Campioni                                              | Campioni                                                        | Piazzati                                                  | Piazzati                                      |
| Teste di serie                                        | Non teste di serie                                              | Teste di serie                                            | Non teste di serie                            |
| ----------------------------------------------------- | --------------------------------------------------------------- | --------------------------------------------------------- | --------------------------------------------- |
| Viktoria Plzeň Salisburgo Celtic APOEL Legia Varsavia | Dinamo Zagabria Ludogorec Copenaghen Hapoel Be'er Sheva Dundalk | Manchester City Porto Villarreal Ajax Borussia M'gladbach | Roma Steaua Bucarest Monaco Young Boys Rostov |

### Risultati

#### Andata
| Arbitro: | Pavel Královec |

|              |           |  |
| Pavlović 43’ | Marcatori |  |

| Arbitro: | William Collum |

|                     |           |           |
| Klaassen 38’ (rig.) | Marcatori | 13’ Noboa |

| Arbitro: | Anastasios Sidīropoulos |

|                |           |            |
| Rog 76’ (rig.) | Marcatori | 59’ Lazaro |

| Arbitro: | Daniele Orsato |

|  |           |                                           |
|  | Marcatori | 13’ Silva 41’, 78’, 89’ Agüero 49’ Nolito |

| Arbitro: | Nicola Rizzoli |

|               |           |                                        |
| Sulejmani 56’ | Marcatori | 11’ Raffael 67’ Hahn 69’ (aut.) Rochat |

| Arbitro: | Mark Clattenburg |

|                              |           |  |
| Moți 51’ (rig.) Misidjan 64’ | Marcatori |  |

| Arbitro: | Damir Skomina |

|                                                     |           |                                 |
| Rogić 9’ Griffiths 39’, 45+1’ Dembélé 73’ Brown 85’ | Marcatori | 55’ Lúcio Maranhão 57’ Melikson |

| Arbitro: | Björn Kuipers |

|                        |           |                   |
| André Silva 61’ (rig.) | Marcatori | 21’ (aut.) Felipe |

| Arbitro: | Deniz Aytekin |

|  |           |                                   |
|  | Marcatori | 56’ (rig.) Nikolić 90+4’ Prijović |

| Arbitro: | Felix Brych |

|          |           |                                      |
| Pato 36’ | Marcatori | 3’ (rig.) Fabinho 72’ Bernardo Silva |

#### Ritorno
| Arbitro: | Bas Nijhuis |

|                     |           |  |
| Sahar 21’ Hoban 48’ | Marcatori |  |

| Arbitro: | Undiano Mallenco |

|                     |           |                           |
| Ďuriš 7’ Matějů 64’ | Marcatori | 17’ Misidjan 90+5’ Keșerü |

| Arbitro: | Jonas Eriksson |

|                      |           |  |
| Fabinho 90+1’ (rig.) | Marcatori |  |

| Arbitro: | Szymon Marciniak |

|  |           |                                |
|  | Marcatori | 8’ Felipe 73’ Layún 75’ Corona |

| Arbitro: | Svein Oddvar Moen |

|                  |           |            |
| Kucharczyk 90+2’ | Marcatori | 19’ Benson |

| Arbitro: | Gianluca Rocchi |

|              |           |               |
| Sōtīriou 69’ | Marcatori | 86’ Santander |

| Arbitro: | Milorad Mažić |

|                                            |           |                     |
| Azmoun 34’ Erochin 52’ Noboa 60’ Poloz 66’ | Marcatori | 84’ (rig.) Klaassen |

| Arbitro: | Paweł Gil |

|           |           |  |
| Delph 56’ | Marcatori |  |

| Arbitro: | Craig Thomson |

|            |           |                           |
| Lazaro 22’ | Marcatori | 87’ Fernándes 95’ Soudani |

| Arbitro: | Andre Marriner |

|                                           |           |           |
| Hazard 9’, 64’, 84’ Raffael 33’, 40’, 77’ | Marcatori | 79’ Ravet |

#### Tabella riassuntiva
| Squadra 1       | Totale   | Squadra 2           | Andata   | Ritorno     |          |
| Campioni        | Campioni | Campioni            | Campioni | Campioni    | Campioni |
| --------------- | -------- | ------------------- | -------- | ----------- | -------- |
| Ludogorec       | 4 - 2    | Viktoria Plzeň      | 2 - 0    | 2 - 2       |          |
| Celtic          | 5 - 4    | Hapoel Be'er Sheva  | 5 - 2    | 0 - 2       |          |
| Copenaghen      | 2 - 1    | APOEL               | 1 - 0    | 1 - 1       |          |
| Dundalk         | 1 - 3    | Legia Varsavia      | 0 - 2    | 1 - 1       |          |
| Dinamo Zagabria | 3 - 2    | Salisburgo          | 1 - 1    | 2 - 1 (dts) |          |
| Piazzate        |          |                     |          |             |          |
| Steaua Bucarest | 0 - 6    | Manchester City     | 0 - 5    | 0 - 1       |          |
| Porto           | 4 - 1    | Roma                | 1 - 1    | 3 - 0       |          |
| Ajax            | 2 - 5    | Rostov              | 1 - 1    | 1 - 4       |          |
| Young Boys      | 2 - 9    | Borussia M'gladbach | 1 - 3    | 1 - 6       |          |
| Villarreal      | 1 - 3    | Monaco              | 1 - 2    | 0 - 1       |          |